# 밤베르크 주립도서관
밤베르크 주립도서관(독일어: Staatsbibliothek Bamberg, 영어: Bamberg State Library)은 인문학에 우선권을 부여하는 범용, 지역 및 연구 도서관을 통합 한 프린트다. 오늘은 프린스 비 숍의 새 궁전 인 뉴 레지던스에 보관되어 있다. 바이에른주는 도서관을 책임지고 있다.

## 개요
밤베르크 주립 도서관은 밤베르크와 오버프랑켄 현 (Upper Franconia) 지역에 연구 및 고등 교육 목적을 위한 문학, 전문 직업 및 고급 교육을 제공한다. 역사적으로 성장한 50 만 권 이상의 소장품은 모든 일반 분야의 수집과 (어퍼) 프랑코 니아의 역사및 지리학, 미술사 및 감사, 원고 및 인쇄 된 책과 같은 전문 분야에서 지속적으로 보완되고 확대된다.
것은 도서관의 모든 영역에서 밤베르크 대학 도서관과 협력한다.
지역 과제 중 하나는 이 지역과 관련된 사람들에 관한 다큐멘터리 자료를 확보하는 것이다. 또한 Upper Franconia 지역에 대한 법적 보증금을 받는다. 밤베르크 주립 도서관 (Bamberg State Library)은 오버프랑켄 현 (Upper Franconia)에서 출판 된 모든 책의 사본을 받고 이 지역의 전체 서지를 계속 편집한다.
풍부한 원고 보유로 인해 국제 연구 도서관으로서 높은 평가를 받고 있다. 이 컬렉션은 1007년 11월 1일에 밤베르크 (Bamberg) 감독단을 설립한 황제 헨리 2세 (Henry II)로 거슬러 올라간다. 이 원고 중 3장이 유네스코의 세계의 기억의 일부가 되었다.
- 밤베르크 묵시록(독일어: Bamberger Apokalypse, 영어: Bamberg Apocalypse; Msc.Bibl.140),
- 잠언과 다니엘서에 대한 노래의 주석에 대한 주석(독일어: Kommentar zum Hohen Lied, zu den Sprüchen Salomos und zum Buch Daniel, 영어: Commentary on the Song of Songs, on the Book of Proverbs and on the Book of Daniel; Msc.Bibl.22), 그리고
- 로르슈 약전(독일어: Lorscher Arzneibuch, 영어: Lorsch Pharmacopoeia, Msc.Med.1).

## 보유 수
- 총 566,000 권
- 80,000 개의 그래픽 및 사진
- 3,600 개의 끼워 넣어 져 (15 세기 인쇄 도서)
- 총 6,400 편 (중세 천 권)
- 현재 1,650 권의 저널[1]

## 역사
콜렉션의 핵심은 1007년에 밤베르크 (Bamberg) 감독 단을 설립한 황제 헨리 2세 (Henry II)에게 돌아갔다. 대성당에 대한 그의 선물 중에는 그와 그의 전임자들이 수집했거나 의뢰 한 많은 소중한 사본이 있었다. 서구 세계의 다양한 영적 중심의 사본이 결과적으로 밤베르크로 가져왔다. 계속되는 기간에서는 Michaelsberg 수도원의 베네딕도회 수도사들에 의해 12세기에 여러 서적들이 쓰여지고 도시에서 삽화가 나왔다.
밤베르크 (Bamberg)는 독일 언어로 인쇄 된 책이 목판화로 그려진 첫 번째 장소였다. 밤베르크 (Bamberg)에서 처음 인쇄되는 부분 만이 도서관에서 발견될 수 있지만, 3500 개의 인큐 누 브라 (incunabula) 컬렉션은 15 세기의 다양한 서적 제작을 문서화 한다.
이 사본과 1802/1803년까지의 감독 단의 수도원에 있는 모든 책들은 독일 세속화 기간 동안 하나의 도서관 (현재는 밤베르크 주립 도서관)에 합병되었으며, 밤베르크 대학의 도서관과 합병되었다. 그것은 1648년에 예수회 아카데미로 창립되었고 당시 폐쇄되었다. 밤베르크는 바이에른 선거구의 일부가 되었다. 19세기에 이 도서관은 요셉 헬러 (Joseph Heller)의 소장품과 같은 선물로 확대되었으며 오늘날에는 8만여 점의 지문과 그림으로 구성된다. E. T. A. 호프만 (E. T. A. Hoffmann)과 관련된 자료와 18세기와 19세기의 사인 서적은 최근에 특별 소장품이 되었다.

## 건물
밤베르크 주립 도서관은 요즘 Johann Leonhard Dientzenhofer가 Prince-Bishop Lothar Franz von Schönborn을 대신하여 1697-1703년에 지어 졌던 밤베르크의 새로운 거주지 동쪽에 자리 잡고 있다. 원래 감독단은 건물의 날개에 배치되었다.
이른바 Dominikanerräume은 공개되지 않은 도서관의 전시실의 일부이다. 그들은 수도원이 문을 닫을 때 세속화 도중 도서관으로 가져온 밤베르크 (Bamberg)의 도미니코 수도회도미니코 수도원 (Dominican monastery)의 책꽂이 때문에 그렇게 불린다.
3층의 Vierzehnheiligenpavillion 또한 내부 쇼룸에 속한다. 그것은 왕자 - 감독의 도서관 방이었다. 1978년 이래로 이전의 와인 저장고는 폐쇄 출입구 역할을 한다. 도서관은 16세기와 17세기의 귀중한 스테인드 글라스를 현관에 선물한다. 미술 사학자이자 수집가 인 조셉 헬러 (Joseph Heller)는 그들을 도서관의 유산으로 남겨 두었다. 열람실은 현관에서 갈 수 있다. 이전에는 왕자 - 감독이 청중실과 여름 방으로 봉사했다. 독서실은 왕자 - 주교로 타르 프란츠 폰 ö 보른 (Lothar Franz von Schönborn)을 대신하여 지어진 로즈 가든의 전망을 제공한다. 매년 수 차례 전시가 진행되는 동안 Sternengewölbe와 전 Gartensaal (또는 Scagliolasaal)을 방문 할 수 있다.